# شيشي
شيشي (بالصينية: 石狮) هي مدينة من مدن الصين. يبلغ عدد سكانها 313500 نسمة.

## توأمة
لشيشي اتفاقيات توأمة مع:
- ناغا

## أعلام
- جوزيه يو
- ياو تشن